# Kumjoni járás

A Kumjoni járás a Kirovi területen

A Kumjoni járás (oroszul Кумёнский район) Oroszország egyik járása a Kirovi területen. Székhelye Kumjoni.

## Népesség
A lakosok száma 1989-ben 21 445, 2002-ben 19 472, 2010-ben 17 350 volt, melyből 16 551 orosz, 127 mari, 108 ukrán, 101 udmurt, 74 tatár.